# Josef Hilgers (General)
Josef Hilgers (* 1. Februar 1889 in Altenkirchen; † 6. November 1960 in Kassel) war ein deutscher Generalleutnant der Luftwaffe der Wehrmacht während des Zweiten Weltkriegs.

## Leben
Hilgers trat am 1. Juli 1912 als Fahnenjunker in das Kurhessische Train-Bataillon Nr. 11 der Preußischen Armee ein und avancierte nach dem Besuch der Kriegsschule in Metz am 27. Januar 1914 zum Leutnant. Nach Beginn des Ersten Weltkrieges trat er im Juni 1916 zur Fliegertruppe über und begann eine Ausbildung zum Beobachter. Anschließend ging er im Januar 1917 zur Artillerieflieger-Abteilung 292, wo er am 2. Juli verwundet wurde und den Rest des Jahres ausfiel. Im Dezember 1917 nahm er seinen Dienst an der Geschwader-Fliegerschule Paderborn wieder auf, bevor er im Juni 1918 Flieger-Verbindungs-Offizier wurde. 
Nach Kriegsende schloss er sich der neu gegründeten Reichswehr an und diente in der Fahrtruppe. Von 1923 bis 1928 war er an die Technische Hochschule Hannover kommandiert, wo er ein Studium in Ingenieurwesen mit Diplom abschloss. Während dieser Zeit erhielt er am 1. Februar 1925 die Beförderung zum Hauptmann. Anschließend diente er ein Jahr im Heereswaffenamt, bevor er in der Fahr-Abteilung 2 eine Schwadron als Chef übernahm. Im Jahre 1932 erfolgte seine erneute Versetzung in das Heereswaffenamt und am 1. Juni 1933 in das Reichsluftfahrtministerium (RLM).
Nachdem er am 1. April 1934 seine Beförderung zum Major erhalten hatte, trat er zur neu gegründeten Luftwaffe über. Dort übernahm er im RLM die Aufgaben eines Gruppenleiters in der Luftwaffen-Geräte-Inspektion, später umbenannt in Luftwaffen-Geräte-Inspizient. Nachdem ihn am 1. März 1936 die Beförderung zum Oberstleutnant erreicht hatte, übernahm er als Gruppenkommandeur die II. Gruppe des Kampfgeschwaders 154 „Boelcke“. Am 1. April 1937 wechselte Hilgers in gleicher Funktion zur II. Gruppe des Kampfgeschwaders 254, bevor er am 1. Oktober als Kommandeur das Flieger-Ausbildungs-Regiment 12 in Münster-Handorf übernahm und zeitgleich Kommandant des Fliegerhorst Münster-Handorf war. Dort erhielt er am 1. Juni 1938 seine Beförderung zum Oberst.
Nach dem Beginn des Zweiten Weltkriegs überham Hilgers am 11. November 1939 als Kommandeur den Luftzeugstab Ost, bevor er am 7. März 1940 Kommandeur, später Höherer Kommandeur der Fliegertechnischen-Schulen wurde. Diese Dienststellung übte er bis zum 1. Mai 1945 aus und wurde am 1. April 1941 zum Generalmajor sowie am 1. April 1943 zum Generalleutnant befördert. Am 8. August 1944 erhielt er das Deutsche Kreuz in Silber. Am 6. Mai 1945 geriet er in US-Kriegsgefangenschaft, aus der er am 28. Februar 1947 entlassen wurde.